# Darya Rajaee
Darya Marie Rajaee (* 12. Juli 2000 in Gainesville) ist eine US-amerikanische Fußballspielerin.

## Karriere
Rajaees erster Fußballverein war die Gainesville Soccer Alliance. Im weiteren Verlauf spielte sie für US Soccer Orlando Pride DA und für das Team der Gainesville High School, die sich ab dem Jahr 2016 den Namen Saint Francis Catholic Academy gab.
Im Alter von 18 Jahren schrieb sie sich an der University of Central Florida in Orlando ein. Für das Sport-Team, die Knights, bestritt sie in den Jahren 2018 bis 2022 in der American Athletic Conference 75 Meisterschaftsspiele, in denen sie fünf Tore erzielte. Nach ihrem Abschluss Master of Science in Kinesiologie im Jahr 2022 wurde sie – am 2. Februar 2023 auf der vereinsinternen Website des 1. FFC Turbine Potsdam als Neuzugang vorgestellt – für die Rückrunde der Saison 2022/23 verpflichtet. Vom 25. Februar (11. Spieltag) bis zum 28. Mai (22. Spieltag) wurde sie in neun Bundesligaspielen eingesetzt. Bei ihrem Debüt unterlag sie mit ihrer Mannschaft dem FC Bayern München mit 0:3 im heimischen Karl-Liebknecht-Stadion; es war die erste von insgesamt sieben Niederlagen, die sie spielerisch erfuhr. Lediglich gegen den 1. FC Köln und beim SC Freiburg am 21. März und am 2. Mai erlebte sie mit dem 0:0 und dem 1:0-Sieg Punktgewinne. Zum Saisonende zeichnete sich der Abstieg in die 2. Bundesliga ab; daraufhin verließ sie den Verein.